# Альмада, Тьяго
Тья́го Эсекье́ль Альма́да (исп. Thiago Ezequiel Almada; родился 26 апреля 2001, Буэнос-Айрес) — аргентинский футболист, атакующий полузащитник испанского клуба «Атлетико Мадрид» и сборной Аргентины. Чемпион мира 2022 года.

## Клубная карьера
11 августа 2018 года дебютировал за «Велес Сарсфилд» в чемпионате Аргентины в матче против «Ньюэллс Олд Бойз».
4 декабря 2021 года было объявлено о переходе Альмады в клуб MLS «Атланта Юнайтед». Сумма трансфера составила рекордные для североамериканской лиги 16 млн долларов. Контракт сроком до конца сезона 2025 вступил в силу в начале февраля 2022 года, с открытием трансферного окна в Северной Америке. В высшей лиге США он дебютировал 13 марта 2022 года в матче против «Шарлотта», заменив на 56-й минуте Тайлера Волффа. Свой первый гол в MLS забил в своём втором матче за клуб, против «Клёб де Фут Монреаль» 19 марта 2022 года. По итогам сезона 2022, в котором забил шесть голов и отдал 12 голевых передач, был назван новоприбывшим игроком года в MLS. В первых четырёх матчах сезона 2023 забил четыре гола и отдал четыре голевые передачи, за что был назван игроком месяца в MLS за февраль и март. Был отобран для участия в Матче всех звёзд MLS 2023, в котором сборная звёзд MLS принимала английский «Арсенал». По итогам сезона 2023, в котором забил 11 голов и отдал 19 голевых передач, став лучшим ассистентом лиги, был назван молодым игроком года в MLS и был включён в символическую сборную MLS.

## Карьера в сборной
В 2019 году был вызван в состав сборной Аргентины до 20 лет на чемпионат Южной Америки для игроков до 20 лет. 29 января 2019 года забил гол в матче против сборной Эквадора прямым ударом со штрафного.
В составе сборной Аргентины до 23 лет принимал участие в футбольном турнире летних Олимпийских игр 2020.
За сборную Аргентины дебютировал 23 сентября 2022 года в товарищеском матче со сборной Гондураса, выйдя на замену во втором тайме.
Был включён в состав сборной на чемпионат мира 2022 вместо получившего травму Хоакина Корреи. Стал первым действующим игроком MLS, выигравшим титул чемпиона мира.
23 марта 2023 года в товарищеском матче со сборной Панамы забил свой первый гол за сборную Аргентины.

## Достижения

### Командные
«Ботафого»
- Чемпион Бразилии: 2024
- Обладатель Кубка Либертадорес: 2024

Сборная Аргентины
- Чемпион мира: 2022

### Личные
- Новоприбывший игрок года в MLS: 2022
- Игрок месяца в MLS: февраль/март 2023
- Молодой игрок года в MLS: 2023
- Член символической сборной MLS: 2023
- Участник Матча всех звёзд MLS: 2023